# František Formánek (sochař)
František Formánek, křtěný František Josef (1. dubna 1888 Česká Třebová – 5. dubna 1964 Česká Třebová) byl český sochař, konstruktér a vynálezce.

## Život
Před první světovou válkou postavil a předvedl v Praze několik modelů vrtulníku, tzv. aerohelikoptéry, poháněných gumovým svazkem. Od roku 1924 pokračoval ve svých pokusech v České Třebové s modely poháněnými elektromotory s napájením kabely ze země. Poprvé jeho model vzlétl v roce 1928 a 22. března 1929 byl model zkoušen ve Vojenském leteckém ústavu studijním (VLÚS) v Praze-Letňanech. Při zkouškách se model poškodil. Maximální výška dosažená upoutaným modelem byla asi 60 metrů. František Formánek se vrtulníky zabýval až do své smrti. Jeho řešení patentovalo v období mezi světovými válkami několik států.
Uměleckou pozůstalost, mj. několik betlémů (jesliček), odkázal Městskému muzeu v České Třebové. Výsledky své práce v technickém bádání odkázal Národnímu technickému muzeu v Praze.
Zemřel roku 1964 v České Třebové a byl pohřben na místním městském hřbitově.